# Njenge-See
Der Njenge-See ist ein kleiner See sechs Kilometer westlich der Ortschaft Bouchia in der Präfektur Lobaye im Süden der Zentralafrikanischen Republik. Der See ist 680 m lang und 250 m breit. Er entwässert über den Mobo in den Ubangi.